# Pouteria virescens
Pouteria virescens là một loài thực vật thuộc họ Sapotaceae. Loài này có ở Brasil, Guyane thuộc Pháp, và Guyana.